# Welsh springer spaniel
För andra betydelser, se Springer spaniel.
Welsh springer spaniel är en hundras från Wales i Storbritannien. Liksom övriga brittiska spanielar är den en stötande hund för jakt på fälthöns samt annan småviltjakt men är vanligast som sällskapshund.

## Historia
Då welsh springer spaniel snabbt blev en homogen ras när den erkändes, tror man att den kommer från en population som behållits ren under lång tid. Rödvita spanelar finns avmålade från 1700-talet av Thomas Gainsborough (1727-1788) och George Stubbs (1724-1806). Rasen fick sitt nuvarande namn då den samtidigt som cocker spaniel och engelsk springer spaniel erkändes som självständig ras 1902 av den brittiska kennelklubben the Kennel Club. 1907 bildades rasklubben.

## Egenskaper
Welshen är en gladlynt, positiv och mycket aktiv hund. Rörelserna är aktiva, snabba och livliga och rasen har en stor energi och jaktlust, welshen kan också vara ganska egensinnad och oberoende av sin förare. Welsh springer spaniel är vänlig till sin natur både mot människor och andra hundar. De är lekfulla och utmärkta familjehundar.

## Utseende
Welsh springer spaniel är mindre, lättare och mer lågställd än en engelsk springer spaniel. Den enda godkända färgen är vit med röda fläckar, en färg som aldrig förekommer hos den engelska rasen. Pälsen är lättskött men behöver en del pälsvård.